# Petraios (Kentaur)

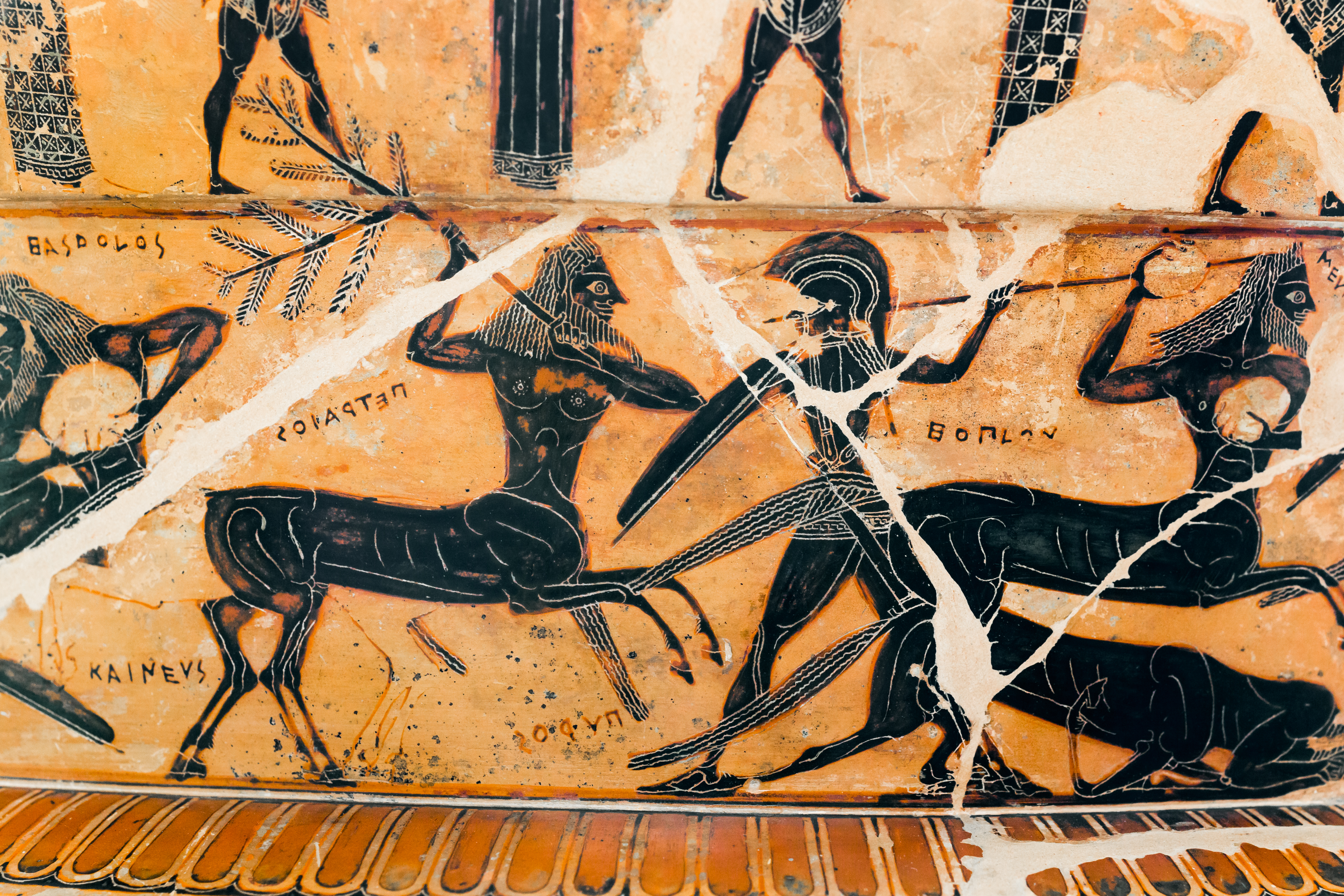
Françoisvase, 6. Jh. v. Chr.: Petraios (links) kämpft mit Astgabel gegen den Lapithen Hoplon (rechts).

Petraios ist ein Kentaur der griechischen Mythologie. Auf Hesiods Schild des Herakles zieht er in den Kampf gegen die Lapithen, in den ovidschen Metamorphosen wird er in der Kentauromachie auf der Hochzeit des Peirithoos von diesem getötet.

## Name
Er leitet sich ab vom griechischen Adjektiv πετραῖος, petraíos, felsig, steinig, an Felsen wohnend; lateinisch Petraeus, deutsch auch Peträus. Substantiviert ist er also der „Felsige“ oder der „Felsenbewohner“, und das passt gut zu den alten naturnahen Kentaurennamen, „da in allen Mythen von den Kentauren ihr Wohnsitz in Waldgebirgen im Allgemeinen und an bestimmten Örtlichkeiten im besondern bedeutungsvoll hervortritt“, und sich auch „auf die natürlichen Felsengrotten bezieht, in denen der Sage nach die Kentauren hausen.“
Auch nach Johannes Toepffer „verraten ... die durchsichtigen Namen der sagenhaften Gegner der Lapithen Πετραῖος, Οὔρειος, Πευκεύς, Ἔλατος, Δρύαλος (Petraíos, Oúreios, Peukeús, Élatos, Drýalos) die nahen Beziehungen dieser Gestalten zu den Waldgebirgen der thessalischen Landschaft.“
Es ist zu vermuten, dass Ovid den Namen von älteren griechischen Autoren, möglicherweise von Hesiod, übernommen hat.

## Mythos
Beide, Hesiod (7./6. Jh. v. Chr.) und Ovid (1. Jh. v. /1. Jh. n. Chr.), haben den Petraios in ihrem mythologischen Gepäck. Hesiod führt ihn in einem Katalog der Kentauren auf, Ovid malt sein Schicksal mit einer Kampfszene aus und lässt ihn sterben. Die Françoisvase (6. Jh. v. Chr.) zeigt Petraios’ Name und Darstellung, siehe Bild.

### Françoisvase
Petraios Name ist spiegelverkehrt aufgetragen. Er kämpft – und das ist typisch für Kentauren – mit der „primitiven“ Waffe einer Astgabel gegen den speerbewehrten Lapithen Hoplon, möglicherweise identisch mit Hesiods Hopleus.

### Hesiod
Petraios ist Teil einer Gruppe von sieben Kentauren, die den Zug gegen die Lapithen anführen. Sie sind – auch typisch für Kentauren – mit Tannen und Fichten bewaffnet, die auf dem Schild in Gold ausgeführt sind:
Gegen sie zog der Kentauren versammelte Menge von dorther

185 um den großen Peträos, und Asbolos, kundig der Vögel,

Arktos, Oureios zugleich, und den finsterlockigen Mimas,

auch um die zween Peukeiden (Fichtenschleuderer), den Dryalos und Perimedes:

Silbern sie selbst, und Tannen von Gold in den Händen bewegend.
Obwohl er als erster genannt wird, sich mit dem Namen von der „Menge“ absetzt, gesteigert durch das Epitheton „groß“ (μέγαν), bleibt er in der Aufzählung ein Dutzend-Kentaur unter vielen. Kampfhandlungen werden nicht geschildert, nur, dass die Gegner aufeinanderprallen. Zum mythologischen Zusammenhang, zur literarischen Gestaltung siehe den Artikel Arktos.

### Ovid
Die Lapithen behalten in der Kentauromachie die Oberhand, die Kentauren beginnen zu fliehen. Petraios erkennt die Gefahr und bemüht sich um eine Waffe, einen Eichbaum, gegen den anstürmenden Peirithoos. Nestor erzählt vor Troja seine Geschichte, war er doch selbst dabei:
Víd(i) ego Pétraeúm conántem tóllere térra

glándiferám quercúm; quam dúm conpléxibus ámbit

ét quatit húc illúc labefáctaque róbora íactat,

330 láncea Pírithoí costís inmíssa Petraéi

péctora cúm duró luctántia róbore fíxit.
Eigenübersetzung in Prosa:

Ich (Nestor) sah den Petraeus, wie er versuchte eine eicheltragende Eiche aus dem Boden zu reißen; während er diese mit beiden Armen umfasste und hin und her rüttelte und den wankenden Stamm schüttelte, heftete Peirithoos’ Speer, hineingetrieben in die Rippen (des Petraios), dessen aufbäumende Brust an das harte Holz.
Übersetzung Suchier im Versmaß:

Aúszureíßen versúcht - ich (Nestor) sáh's - Petraéus den Eíchbaum,

dér mit Eícheln behä́ngt dastánd; doch, wíe er umklámmernd

hín und hér ihn bewégt und rǘttelt am wánkenden Stámme,

330 héftet Piríthous' Spéer, in die Ríppen geschnéllt dem Petraéus,

fést die gestémmete Brúst mit dem knórrigen Hólze zusámmen.
Peirithoos, der Bräutigam, greift zum ersten Mal in den Kampf ein und beginnt mit Petraios eine Siegesserie, der mehrere Kentauren zum Opfer fallen. Petraios hat keine Waffe und versucht – er hat gewaltige Kräfte – für seine Verteidigung einen Baum auszureißen (tollere). Ovid malt das in einer dramatischen Szene realistisch und spannungsgeladen aus: das verzweifelte Ausreißen, Umarmen, Rütteln und Schütteln des Baums. Alles vergebens, er hat keine Chance, Peirithoos kommt ihm zuvor, die Lanze eliminiert und fixiert ihn.
Ovid benutzt für die poetische Ausgestaltung des Kampfs eine Variation des beliebten Topos „Festheften des Gegners“ (fixit).